# Stift Innichen

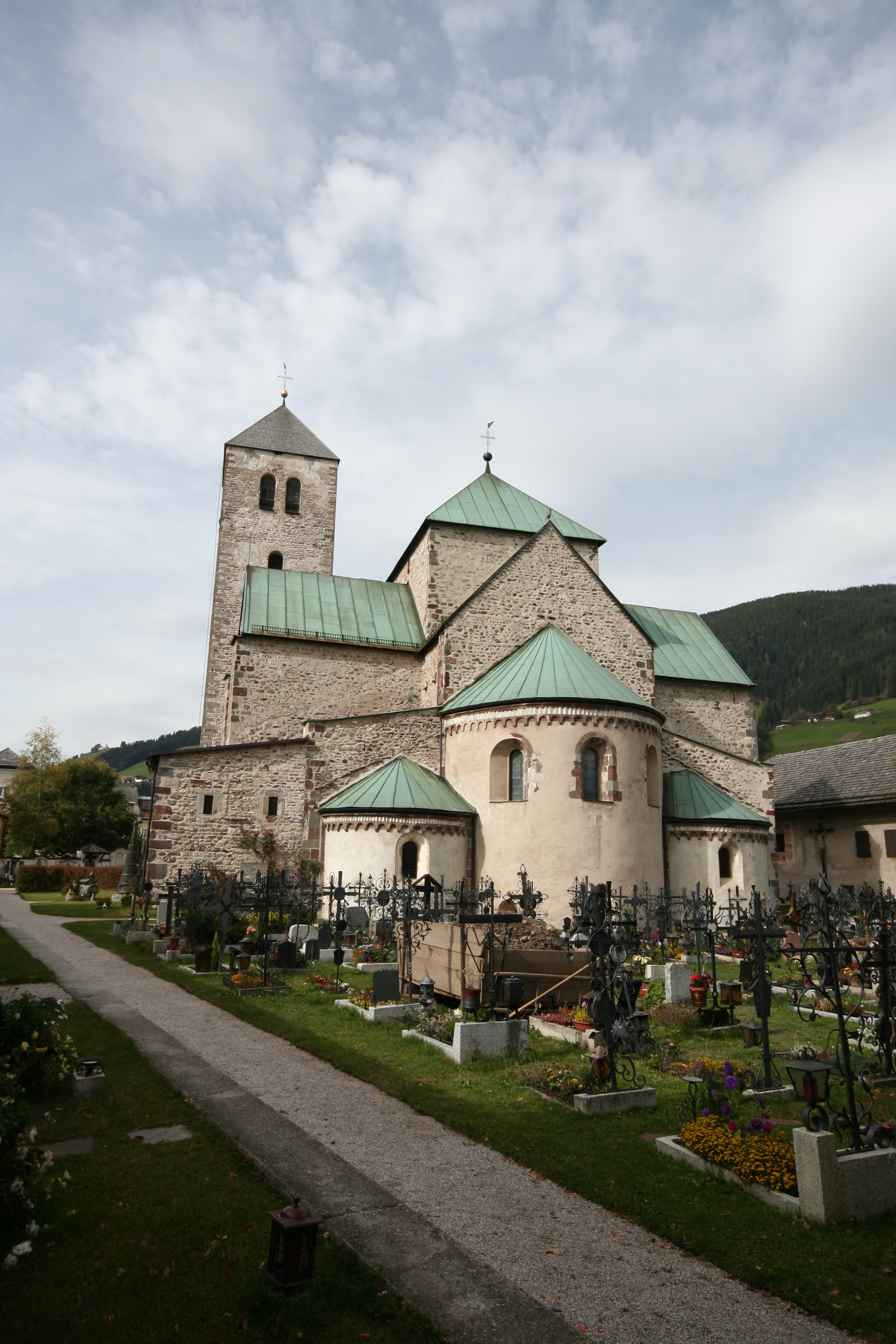
Die Stiftskirche von Osten

Das Stift Innichen ist ein ehemaliges Kloster der Benediktiner (OSB) und ehemaliges Kollegiatstift in Innichen in Südtirol, Italien. Zum Stift gehören die noch heute erhaltene Stiftskirche zu den Heiligen Candidus und Korbinian und der dazugehörige Klosterkomplex, zu dem das alte Kapitelhaus zählt, in dem sich – bis zur Übersiedelung in die nahe gelegene Peter-Paul-Rainer-Straße 19 – das Stiftsmuseum befand.

## Geschichte
Das Benediktinerkloster zum heiligen Candidus wurde 769 durch den bayerischen Herzog Tassilo III. als Stützpunkt für die Slawenmissionierung gegründet. Dazu schenkte er dem Abt Atto von St. Peter in Scharnitz den Ort India (Innichen), auch Campo Gelau (Toblacher Feld) genannt, samt dem Landstrich vom Bach Tesido (Taisten- oder Gsieser Bach) bis zur Slawengrenze, d. i. bis zum rivolum montis Anarasi (Bach vom Anraser Berg), als der jeweiligen West- und Ostgrenze des Innicher Stiftsgebietes.
Als Atto 783 Bischof von Freising wurde, kam Innichen zum Hochstift Freising und verblieb dort bis zum Jahre 1803. Um 1140 wurde das Kloster zu einem Kollegiatstift umgewandelt. Mit dem Bau der Stiftskirche wurde 1143 begonnen und um etwa 1280 erhielt die Stiftskirche ihre heutige Gestalt. Nach einem Brand im Jahre 1200 wurde die Kirche neu aufgebaut und 1284 geweiht. Der Glockenturm wurde in den Jahren von 1323 bis 1326 hinzugebaut.

## Archiv und Bibliothek
Bedeutsam sind Archiv und Bibliothek des ehemaligen Kollegiatstifts. Unter anderem hat sich hier ein aus der 2. Hälfte des 13. Jahrhunderts stammender Liber ordinarius der bischöflichen Kirche Brixen erhalten, das liturgische Anweisungen enthält.